# Caraglio
Caraglio (Caraj in piemontese, Carài in occitano) è un comune italiano di 6 815 abitanti della provincia di Cuneo in Piemonte. Faceva parte della Comunità montana Valli Grana e Maira.

## Geografia fisica
Il comune si trova allo sbocco della Valle Grana sulle rive del Torrente Grana.

## Storia
Materiali archeologici risalenti all'età del ferro testimoniano la presenza di popolazioni ligure e celtiche.
Sono state rinvenute strutture architettoniche quali un impianto termale, abitazioni private, epigrafi e materiale numismatico databili tra il I e il IV secolo a.C.
Il nome origina dal latino Cadralius, Quadralius, riferito alla centuriazione quadrata romana della zona, essendo un importante presidio della viabilità romana diretta verso le Gallie. Altra ipotesi è che il none derivi da Carausio, usurpatore delle Gallie e della Britannia a cui probabilmente si deve la distruzione dellaLegione tebana. La frequentazione del territorio in età romana fu molto intensa e documentata con più evidenza in un nucleo posto presso la frazione San Lorenzo. Altre ipotesi, meno probabili e più tardive rispetto al toponimo latino, lo danno invece come il paese del caro-aglio, riferito al fatto che il clima e il terreno calcareo della Valle Grana permisero lo spuntare di una particolare varietà di aglio (l'aj d' Caraj), molto delicato e digeribile, a tal punto da produrre poca alitosi, recentemente inserito in un Consorzio a tutela di prodotto tipico.

### Medioevo
Nel Medioevo si ha notizia della genealogia dei nobili Signori di Caraglio, che erano un ramo dei Signori di Sarmatorio, i quali discendevano dagli Alinei, una casata franca di nazione e legge salica. Gli Alinei avevano come capostipite Alineo I figlio di Robaldo I originario della Neustria, che dall'843 fu Cavaliere di Carlo il Calvo Re dei Franchi occidentali. Alineo I già Vassallo nella Neustria francese dei fratelli Ruggero e Arduino, verso il 900 venne in Piemonte in compagnia dei sopradetti fratelli Arduinici. Il nome di Caraglio compare per la prima volta in un documento del 984, nel quale il marchese Manfredo figlio di Arduino il Glabro, donò Caraglio e Cervere ai fratelli Alineo II ed Anselmo degli Alinei, che divennero Signori di Caraglio, i due fratelli menzionati erano figli del Conte Robaldo II e nipoti di Alineo I. I documenti attestano la presenza della villa medioevale alle falde della collina sulla quale sorgeva un importante castello citato per la prima volta nel 1128. Fino al 1244, Caraglio restò sottoposta ai marchesi di Saluzzo. 
Nel 1198 i caragliesi, oppressi dal sovrano, si unirono e, in seguito, tre loro rappresentanti si riunirono sull'altipiano cuneese dove sorgeva una cappella intitolata a Nostra Signora del Bosco per decidere il da farsi. Quello stesso giorno cominciò la rivolta, il castello di Caraglio prese fuoco e poco dopo si videro fiamme provenire da Boves e Cervasca. I nobili vennero cacciati o trucidati, i caragliesi decisero di scappare e si rifugiarono dove oggi sorge Cuneo. L'altipiano era di proprietà dell'abate di Pedona che accettò di ospitarli, la nuova città contava circa duecento uomini e le loro famiglie.
Si susseguirono diversi Signori fino all'affermazione dei Savoia. Coinvolto nei problemi della Riforma, il paese si sviluppò soprattutto dal XVI secolo. 
Sin dal 1500 infatti, è stata trovata presenza di eretici, per questo motivo vennero bruciati un uomo e tre donne. Caraglio diventa francese e gli ugonotti demolirono in parte la chiesa di San Paolo e San Giovanni e cacciarono i sacerdoti cattolici. L'8 maggio agli eretici fu ordinato di dichiararsi entro una settimana, il 10 giugno vennero banditi. Emanuele Filiberto arrivò a Caraglio ad agosto nel corso del XVI secolo nel momento conclusivo della lotta religiosa e politica contro la Riforma, si assistette all'annientamento della fiorente Chiesa Riformata di Caraglio. Nel 1620-1621 la chiesa di San Paolo venne restaurata e consacrata dal vescovo di Saluzzo il 13 giugno 1621, festa di Sant'Antonio da Padova.
Più tardi fiorì l'agricoltura, specialmente con l'allevamento del baco da seta. Vi erano quattro filande e un filatoio che davano lavoro a più di seicento persone. Nacque una Società di mutuo soccorso e, in seguito, una Cassa rurale, inoltre, nel 1879, fu inaugurata la linea tramviaria Cuneo-Caraglio-Dronero.

### La lotta partigiana
Caraglio ricoprì un ruolo attivo e importante per la lotta partigiana della Valle Grana, con la ritirata dalla Francia della IV Armata l'equipaggiamento militare venne abbandonato ovunque e i partigiani lo rivendicarono costituendo un arsenale significativo che nascosero nelle grange della Vallera e di Valgrana. L'ex carabiniere Parisi organizzò un gruppo armato costituito da una quarantina di soldati della IV Armata che si insediarono a Valgrana, Bernezzo, Monterosso Grana e alla Vallera. Con l'uccisione di Parisi ad opera dei tedeschi il 27 novembre 1943, i partigiani lasciano la frazione caragliese. Negli ultimi mesi dell'anno si tennero a Caraglio e a Valgrana numerosi incontri partigiani segreti che videro la partecipazione, tra gli altri, di Duccio Galimberti e Nuto Revelli. Nel 1944 i tedeschi cominciarono i rastrellamenti nella vallata e cominciò la controffensiva partigiana con il combattimento di San Matteo di Cavoira il 14 gennaio che vide uscirne Galimberti ferito. Il 31 marzo da Cuneo partì un'offensiva tedesca verso la Valle Grana, la banda di Ettore Rosa della Valle Maira che si stava muovendo verso Castelmagno per andare in aiuto di quella già presente nell'alta valle di Alberto Bianco conterà diversi morti e feriti, 15 prigionieri di cui 13 saranno fucilati.
Il 29 dicembre venne ucciso il soldato repubblichino Albertengo, provocando la risposta fascista che il giorno seguente perquisì paese e frazioni, interrogando decine di persone e concludendosi con l'arresto di sette uomini che sarebbero poi stati trucidati dove era stato assassinato il soldato fascista. A questi martiri verrà dedicata una via e un monumento che riporta i loro nomi: Attilio Casasso (direttore della Cassa Rurale), Damiano Piasco (medico condotto), i giovani Giuseppe Rebuffo, Giovanni Mattiauda e Serafino Bottasso, Nicola Anitrini (elettricista originario di Brescia), e il commerciante Battista Serra.
Con il correre della storia il fascismo e la Repubblica di Salò giunsero verso la fine, il 25 aprile 1945 i partigiani chiesero, per mezzo di don Luigi Calandri (viceparroco di Valgrana), alle brigate nere di arrendersi, queste lasciarono Bernezzo per rifugiarsi a Caraglio dove riuscirono a rinforzarsi. Don Lorenzo Borsotto, viceparroco caragliese, chiese nuovamente, come mediatore delle bande partigiane, la resa dei nazi-fascisti che risposero che se i partigiani non avessero attaccato il comando non avrebbero fucilato gli otto ostaggi in loro possesso. I partigiani non intesero arrendersi alla volontà dei nazisti e circondarono la città occupando la collina. Alle 17 iniziò la battaglia, che vide un'inarrestabile avanzata dei giovani della Resistenza e un'accanita opposizione delle brigate nere. Quella sera rimasero solo più 58 partigiani, alcuni vennero richiamati per necessità a Cuneo, altri furono uccisi dai mortai tedeschi che sparavano disperatamente all'impazzata, ai partigiani si affiancarono diversi giovani del paese. Con l'arrivo della notte calò la quiete e un centinaio di brigate nere raggiunsero Caraglio per rinforzare le schiere degli occupanti. Il giorno seguente vennero esplosi alcuni colpi di mortaio provocando la morte di civili e danneggiando diversi edifici in via Brofferio. Ci furono più sparatorie sul territorio comunale e i nazi-fascisti furono costretti a lasciare il paese. Il 27 aprile Caraglio era ufficialmente libera, bandiere tricolore invasero la città spuntando da ogni balcone e finestra, il primo libero comizio ebbe luogo nel pomeriggio e l'indomani un lungo corteo a cui presero parte cittadini, clero e autorità accompagnò le 17 bare dei civili uccisi nel loro ultimo viaggio. Vittorio Nazzari venne nominato sindaco e ricoprì questo ruolo fino al 20 marzo del 1946.

### Simboli
Con il consegnamento del 1613 era stato concesso lo stemma di rosso, al castello d'argento, fondato sopra un colle di verde.
Lo stemma attuale è stato riconosciuto con decreto del capo del Governo del 13 luglio 1928.
Il gonfalone, concesso con DPR del 16 aprile 1959, è un drappo partito di bianco e di rosso.

## Monumenti e luoghi d'interesse
A partire dal 2000 il paese ha conosciuto una grande fase di restauro e ristrutturazioni che ha compreso i principali edifici storici pubblici e privati e che lo rendono interessante al visitatore.
Tra i principali edifici, la chiesa parrocchiale di Santa Maria Assunta, la chiesa di San Giovanni Battista, il palazzo del Fucile, la Finestra di Cecilia, il teatro civico, la fontana delle Tre Grazie, il convento dei Cappuccini, la chiesa sconsacrata di San Paolo, Villa Vacchetta, l'ex albergo del Gallo e il filatoio.

### Architetture religiose
- Chiesa parrocchiale di Santa Maria Assunta: è di origine medievale, ma riedificata nel XVIII secolo in stile barocco e completata definitivamente solo all'inizio del 1900.
- Chiesa di San Giovanni Battista: di essa si hanno notizie a partire dal 1270, ma probabilmente di origini più antiche, presenta l'esterno gotico, la facciata e l'interno barocchi e il campanile (del XIV secolo) nelle tipiche forme del gotico alpino. Questa chiesa è adornata da affreschi dipinti dal pittore locale Giovanni Battista Arnaud.
- Chiesa dei Santi Pietro e Paolo: probabilmente fondata tra l'VIII e il IX secolo, fu completamente rimaneggiata nel corso dei secoli. Oggi si presenta con la facciata barocca, che risale al 1621, e il campanile romanico.
- Chiesa della Confraternita
- Chiesa e convento dei Cappuccini
- Chiesa di Sant'Agnese
- Santuario della Madonna del Castello

### Musei
- Filatoio Rosso di Caraglio (inserito nel sistema dei "Castelli Aperti" del Basso Piemonte)
- Convento dei Cappuccini, sede legale dell'Associazione Culturale Marcovaldo.

### Monumenti
- II palazzo dell'Antico Municipio è un edificio risalente al Duecento, situato lungo la medievale via Brofferio e ha un portico al piano terra formato da un unico arco a sesto acuto.
- Il castello sorge su una collina che domina la città. Dell'antica costruzione rimangono la cappella, incorporata nell'attuale edificio del santuario della Madonna del Castello, lunghi tratti di mura merlate e alcune torri.

### Architetture civili
- Ospedale Sant'Antonio: l'ospedale Sant'Antonio di Caraglio fu fondato nel 1295, nel corso dei secoli però andò sempre più perdendo importanza; Questo sino al 1832 quando il suddiacono Francesco Cometti lasciò in eredità alla Congregazione che gestiva l'Ospedale 30.000 Lire che furono utilizzate per sistemare l'ospedale. Nel 1835 grazie alla cospicua eredità lasciata da Stefano Arnaud all'ospedale cominciarono i lavori di costruzione del nuovo edificio accanto a quello vecchio. Sino al 1841 il nome dell'ospedale era: "Congregazione di Carità ed Ospedale di Sant'Antonio: opere unite".
- Villa Vacchetta, storica residenza liberty opera dell'architetto Vacchetta.

## Società

### Evoluzione demografica
Abitanti censiti

### Etnie e minoranze straniere
Secondo i dati Istat al 31 dicembre 2017, i cittadini stranieri residenti a Caraglio sono 638, così suddivisi per nazionalità, elencando per le presenze più significative:
1. Albania, 180
2. Romania, 172
3. Marocco, 105
4. Cina, 32

## Cultura
Scuole pubbliche
- Istituto comprensivo "A.M Riberi" (scuola dell'infanzia, primaria e secondaria di primo grado)
- Una scuola dell'infanzia nella frazione di Paschera S.Carlo
Cinema
Teatri
- Il cinema-teatro "Contardo Ferrini"
- Il teatro civico di Caraglio
Biblioteche
- La biblioteca comunale "Arnaldo Momigliano"

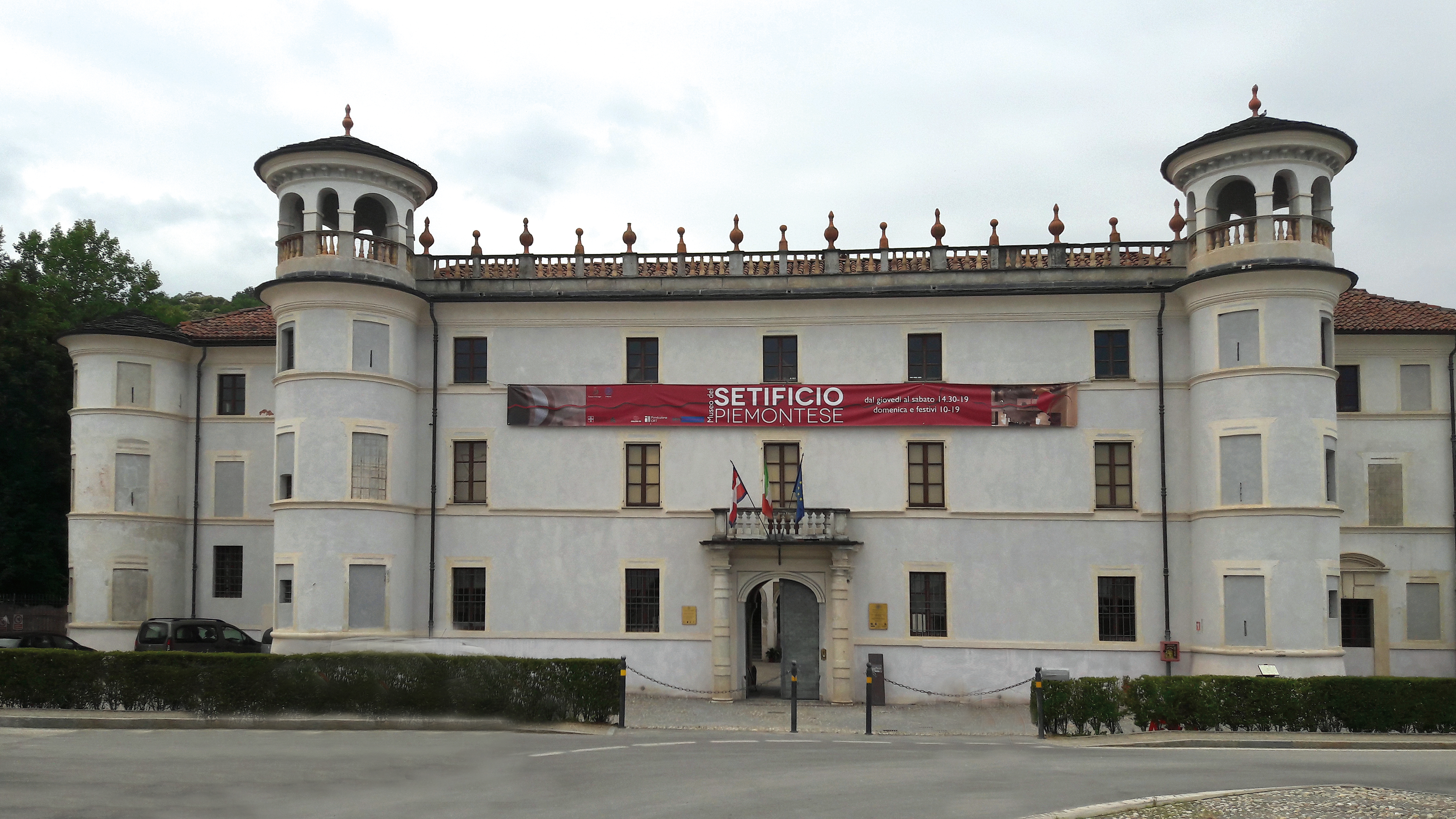
Caraglio

In passato, con la presenza di cinque filande e filatoi, si passa da un'economia esclusivamente basata sull'agricoltura, allo sfruttamento di risorse diverse che hanno permesso uno sviluppo della cittadina e dato possibilità ad una manodopera femminile.
Il Filatoio è un esempio in Caraglio di questo sviluppo protoindustriale e rimane a testimonianza di un periodo di forte sviluppo dell'allevamento del baco da seta che aveva comportato un mutamento del paesaggio agrario con la diffusione della coltivazione del gelso. Nel settore dell'artigianato è ancora molto rinomata la produzione di broccati e damaschi, soprattutto finalizzata all'ambito religioso.

### Prodotti tipici
A Caraglio, comune della Valle Grana, si può trovare una ricca varietà di prodotti delle vallata quali formaggi e prodotti ortofrutticoli: aglio (Aj 'd Caraj), Zafferano di Caraglio e della Valle Grana, pere, fagioli, castagne, piccoli frutti, mele, pesche.
Tra le specialità, La torta amara della Vallera, dall'antica ricetta caratterizzata dalla presenza di armelline, mandorle o nocciole e dall'assenza di lievito.

## Amministrazione
| Periodo        | Periodo        | Primo cittadino   | Partito                            | Carica  | Note   |
| -------------- | -------------- | ----------------- | ---------------------------------- | ------- | ------ |
| 9 luglio 1985  | 6 giugno 1990  | Alberto Belliardo | Democrazia Cristiana               | Sindaco | [ 17 ] |
| 6 giugno 1990  | 24 aprile 1995 | Alberto Belliardo | Democrazia Cristiana               | Sindaco | [ 17 ] |
| 24 aprile 1995 | 14 giugno 1999 | Alberto Belliardo | Lista civica                       | Sindaco | [ 17 ] |
| 14 giugno 1999 | 14 giugno 2004 | Aurelio Blesio    | Partito Democratico della Sinistra | Sindaco | [ 17 ] |
| 14 giugno 2004 | 8 giugno 2009  | Aurelio Blesio    | Lista civica                       | Sindaco | [ 17 ] |
| 8 giugno 2009  | 26 maggio 2014 | Giorgio Lerda     | Lista civica                       | Sindaco | [ 17 ] |
| 26 maggio 2014 | 26 maggio 2019 | Giorgio Lerda     | Lista civica                       | Sindaco | [ 17 ] |
| 26 maggio 2019 | in carica      | Paola Falco       | Lista civica                       | Sindaco | [ 17 ] |

### Gemellaggi
- Laboulaye
- Château-Arnoux-Saint-Auban

## Sport
Il principale impianto sportivo è il Palazzetto Polivalente "Guido Riba" presso il quale è possibile praticare atletica leggera, pallavolo e tennis tavolo, vicino all'edificio sono presenti campi da calcio e lo sferisterio.
Sul territorio comunale è inoltre presente una pista per motocross, campi da tennis, la bocciofila e una palestra.
Calcio
La squadra cittadina più importante è l'A.S.D. Caraglio Calcio che milita in Seconda Categoria e gioca presso il campo "Cavalier Luigi Pasquale"..